# PSMS 메단
페르사투안 세팍볼라 메단 단 세키타르냐(Persatuan Sepakbola Medan dan Sekitarnya, "메단과 그 인근 도시의 축구 연맹"이라는 뜻)는 인도네시아 메단의 축구 클럽으로, 흔히 PSMS 메단(PSMS Medan) 또는 약칭 PSMS라고 부른다. 현재 리가 2에서 활동하고 있다.

## 성적
- 리가 인도네시아: 우승 5회 (1967, 1971, 1975 (페르시아 자카르타와 공동 우승), 1983, 1985), 준우승 4회 (1954, 1957, 1992, 2007)
- 방 요스 골드컵: 우승 3회 (2005 (2기), 2005 (3기), 2006)
- 코리아컵 국제축구대회: 준우승 1회 (1974)

## 선수 명단

### 현역
참고: FIFA 자격 규정에 따라 소속된 국가대표팀 국기를 표시합니다. 선수는 복수의 FIFA 비회원국 국적을 가지고 있을 수 있습니다.
| 번호 | 포지션 | 국적 | 이름            |
| ---- | ------ | ---- | --------------- |
| 9    | FW     |      | 주니오르 카브랄 |

| 번호 | 포지션 | 국적 | 이름 |
| ---- | ------ | ---- | ---- |

## 역대 감독
| 감독       | 임기   |
| ---------- | ------ |
| 닐마이자르 | 2024 ~ |